# Bob Simpson

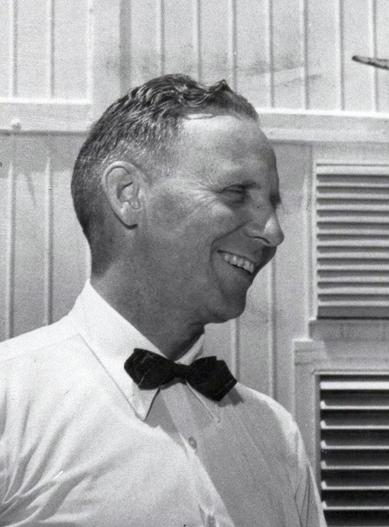
Robert Simpson

Robert "Bob" Simpson (Corpus Christi, 19 november 1912 – Washington D.C., 18 december 2014) was een Amerikaans meteoroloog.

## Biografie
Simpson werd geboren in 1912 in Texas. In 1919 kwamen verscheidene van zijn familieleden om bij een orkaan, waarbij in totaal 772 mensen om het leven kwamen. Hier werd zijn fascinatie voor meteorologie geboren. Hij studeerde in 1935 af aan de Emory-universiteit in de fysica.
Vanaf 1940 was hij aan de slag bij de National Weather Service. Hij werkte onder meer voor de bekende meteorologen Grade Norton en Francis Reichelderfer. In het begin van de jaren 50 ging hij aan de slag als onderzoeker van orkanen vanuit Mauna Loa. In 1955 kwam hij aan het hoofd van het National Hurricane Research Project. 
Van 1968 tot 1974 stond hij aan het hoofd van het National Hurricane Center. In die tijd ontwikkelde hij met Herbert Saffir de schaal van Saffir-Simpson, die de kracht van orkanen meet. 
Simpson huwde met Joanne Malkus, de eerste vrouw die een PhD verkreeg in de meteorologie. Malkus overleed in 2010 op 86-jarige leeftijd. Simpson overleed eind 2014 op 102-jarige leeftijd thuis in Washington.